# John Cheshire

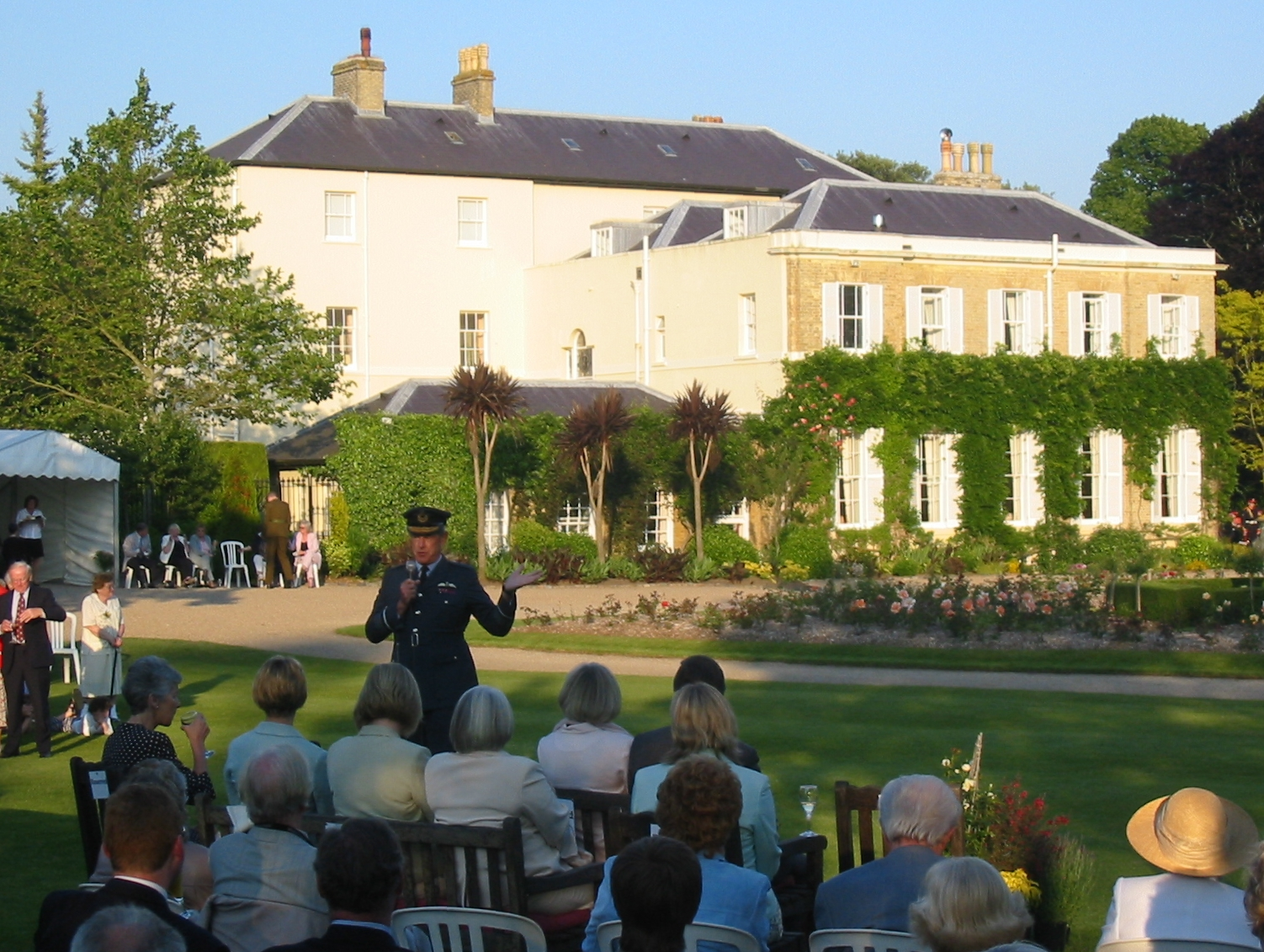
Lieutenant Governor, Air Chief Marshal John Cheshire, bei einer Rede anlässlich des Geburtstags von Königin Elisabeth II. (2005)

Sir John Anthony Cheshire, KBE, CB, KStJ (* 4. September 1942) ist ein ehemaliger britischer Air Chief Marshal der Royal Air Force, der unter anderem von 1997 bis 2000 Oberkommandierender der Alliierten Streitkräfte der NATO in Nordwesteuropa (Commander-in-Chief Allied Forces North West Europe) sowie zwischen 2001 und 2006 Vizegouverneur (Lieutenant Governor) von Jersey war.

## Leben

### Ausbildung und Verwendung als RAF-Offizier
Cheshire, dessen Vater Walter Cheshire ebenfalls Air Chief Marshal war, absolvierte seine schulische Ausbildung an der 1399 gegründeten Ipswich School sowie der Worksop College und begann 1961 als Flight Cadet seine Offiziersausbildung am Royal Air Force College Cranwell. Nach deren Abschluss wurde er am 17. Dezember 1963 zum Leutnant (Pilot Officer) befördert. Im Anschluss war er als Pilot von Handley Page Hastings-Transportflugzeugen bei der auf dem Militärflugplatz RAF Colerne stationierten No. 24 Squadron. Am 17. Dezember 1964 erfolgte seine Beförderung zum Oberleutnant (Fyling Officer) sowie zum Hauptmann (Flight Lieutenant) am 17. Juni 1966. In der Folgezeit war er Pilot von Lockheed C-130-Transportflugzeugen bei der in Singapur stationierten No. 48 Squadron. Im Anschluss kehrte er als Instrukteur zum RAF College Cranwell zurück und wurde am 1. Juli 1971 zum Major (Squadron Leader) befördert.
In der Folgezeit war Cheshire im Hauptquartier der No. 38 Group Stabsoffizier für taktische Luftunterstützung der United Kingdom Special Forces (UKSF) sowie 1974 Absolvent des Canadian Forces Staff College. Nach seiner Rückkehr war er als Pilot von Lockheed C-130-Transportflugzeugen auf dem Luftwaffenstützpunkt RAF Lyneham eingesetzt und danach Fliegerischer Kommandeur für Operationen der No. 30 Squadron. Am 1. Juli 1977 erfolgte seine Beförderung zum Oberstleutnant (Wing Commander). Als solcher war er zunächst Kommandeur der Special Forces Flight, der Flugeinheit der UKSF, und danach Offizier im Referat für Luftwaffenplanung im Verteidigungsministerium, ehe er zwischen 1980 und 1982 letzter Kommandeur des Royal Brunei Malay Regiment war. In dieser Verwendung flog er unter anderem Hubschrauber der Typen Bell AH-1, Sikorsky UH-60, aber auch das Avro 748-Verkehrsflugzeug des Sultan von Brunei, Hassanal Bolkiah. Am 11. Juni 1982 wurde ihm für seine dortigen Verdienste das Offizierskreuz des Order of the British Empire (OBE) verliehen.
Nach seiner Rückkehr war Cheshire nach seiner Beförderung zum Oberst (Group Captain) am 1. Juli 1982 Standortkommandant des Luftwaffenstützpunktes RAF Lyneham und im Anschluss 1985 für kurze Zeit Referatsleiter für Kontingentplanung im Hauptquartier auf dem Stützpunkt RAF High Wycombe. Nachdem er einen Russisch-Sprachkurs besucht hatte, war er zwischen 1987 und 1990 Verteidigungs- und Luftwaffenattaché an der Botschaft in der Sowjetunion. Dort erfolgte am 1. Januar 1988 seine Beförderung zum Air Commodore. Nach seiner Rückkehr wurde er 1990 stellvertretender Kommandant des Royal Air Force Staff College Bracknell. Als solcher wurde er zum 1. Januar 1991 Commander des Order of the British Empire (CBE).

### Aufstieg zum Air Chief Marshal und Lieutenant Governor von Jersey
Nach seiner Beförderung zum Generalmajor (Air Vice Marshal) am 1. Januar 1992 wurde Cheshire Assistierender Chef des Stabes für Politik und Anforderung im Obersten Hauptquartier der Alliierten Streitkräfte in Europa SHAPE (Supreme Headquarters Allied Powers Europe). Als Air Vice Marshal wurde er am 1. Januar 1994 Companion des Order of the Bath (CB). Am 1. Januar 1995 wurde Cheshire zum Knight Commander des Order of the British Empire geschlagen, so dass er fortan den Namenszusatz „Sir“ führte. Anschließend wurde er am 23. Januar 1995 zum Generalleutnant (Air Marshal) befördert und fungierte als Nachfolger von Generalleutnant Charles Edward Webb Jones von 1995 bis zu seiner Ablösung durch Vizeadmiral Paul Haddacks 1997 als Militärischer Vertreter im NATO-Militärausschuss.
Zuletzt wurde er am 11. März 1997 Nachfolger von Air Chief Marshal Richard Johns als Oberkommandierender der Alliierten Streitkräfte der NATO in Nordwesteuropa (Commander-in-Chief Allied Forces North West Europe). Als solcher wurde er mit Wirkung vom 11. Mai 1997 auch zum General (Air Chief Marshal) befördert. Den Posten als Oberkommandierender bekleidete er bis zur Auflösung und Überleitung dieses Kommandos zum Regional Command Allied Forces North Europe (AFNORTH) im Jahr 2000.
Am 24. Januar 2001 löste Cheshire General Michael Wilkes als Vizegouverneur (Lieutenant Governor) von Jersey ab. Diesen Posten hatte er bis zum 17. April 2006 inne, woraufhin Generalleutnant Andrew Ridgway am 14. Juni 2006 die Nachfolge antrat. Am 7. Februar 2002 wurde ihm das Offizierskreuz des Order of Saint John (OStJ) verliehen. Bereits am 27. November 2002 wurde er auch Knight des Order of Saint John.
Aus seiner Ehe mit Samantha Cheshire gingen eine Tochter und ein Sohn hervor.